# Aldearrubia (kommunhuvudort)
Aldearrubia är en kommunhuvudort i Spanien. Den ligger i provinsen Provincia de Salamanca och regionen Kastilien och Leon, i den centrala delen av landet, 160 km väster om huvudstaden Madrid. Aldearrubia ligger 814 meter över havet och antalet invånare är 509.
Terrängen runt Aldearrubia är platt. Runt Aldearrubia är det ganska glesbefolkat, med 21 invånare per kvadratkilometer. Närmaste större samhälle är Salamanca, 14,5 km väster om Aldearrubia. Trakten runt Aldearrubia består till största delen av jordbruksmark.